# Casinaria macerata
Casinaria macerata là một loài tò vò trong họ Ichneumonidae.